# La Sagne
La Sagne es una comuna suiza del cantón de Neuchâtel, situada en el distrito de La Chaux-de-Fonds. Limita al norte con La Chaux-de-Fonds, al este con Val-de-Ruz, al sur con Rochefort, al suroeste con Brot-Plamboz y Les Ponts-de-Martel y al oeste con Le Locle.
La localidad es conocida por su industria relojera.

## Demografía
En la siguiente tabla se muestra la evolución de la población histórica de la comuna:

## Ciudades hermanadas

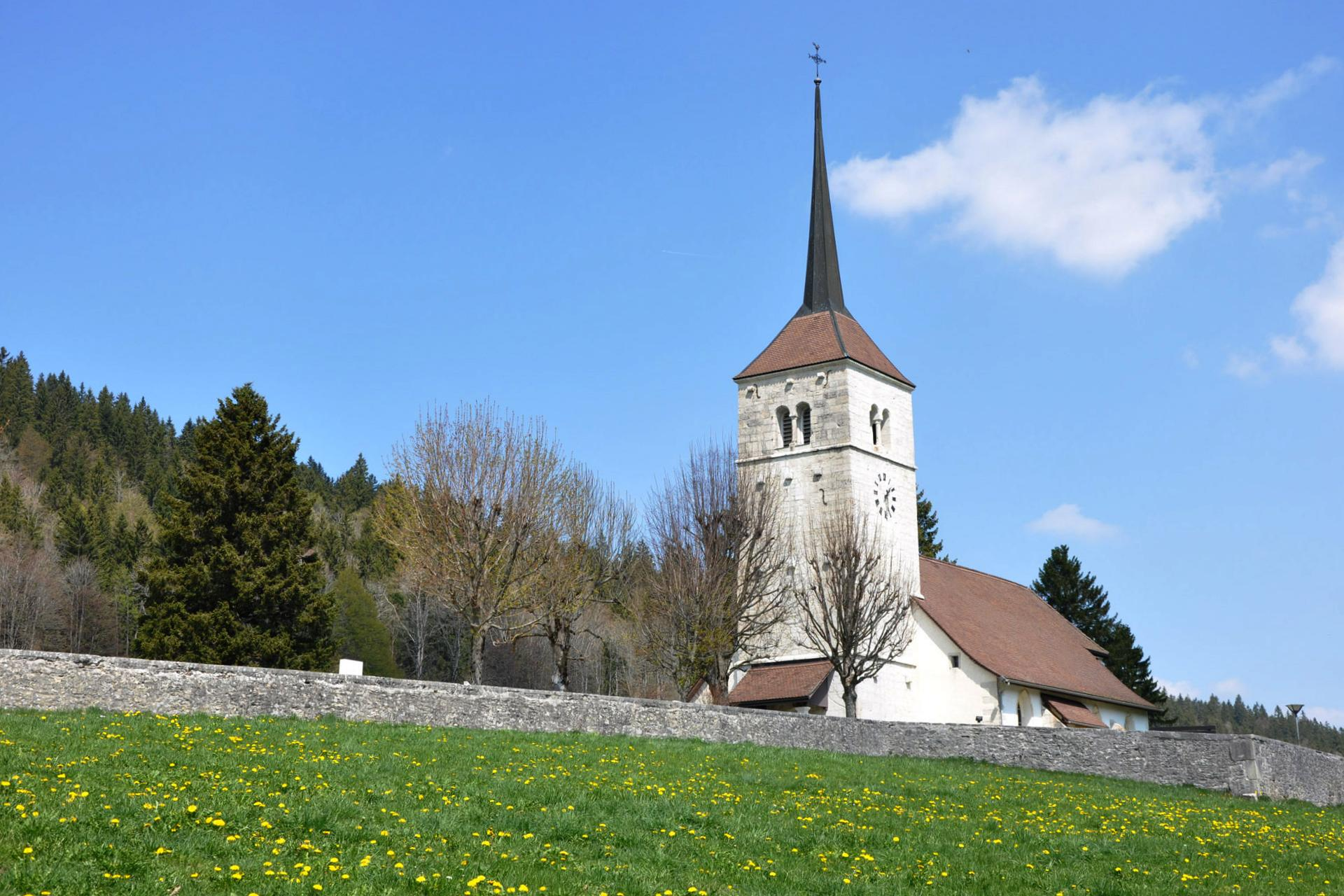
Iglesia de La Sagne.

- Rosières-aux-Salines.